# King's Cross
King's Cross és una de les majors estacions terme de ferrocarril que va obrir l'any 1852 i una estació del metro de Londres. L'estació es troba a la fi del centre de Londres, a l'encreuament de A501 Euston Road i York Way, a la zona de Kings Cross als districtes de Camden i Islington.
És la terminal de la línia East Coast Main. A prop, a l'oest hi ha l'estació de St Pancras, l'estació terme dels trens Eurostar que venen de França.

## Línies
| Anterior estació                                                             |  | Metro de Londres        |  | Següent estació                                  |
| ---------------------------------------------------------------------------- |  | ----------------------- |  | ------------------------------------------------ |
| Euston Squaredirecció High Street Kensington                                 |  | Circle Line             |  | Farringdondirecció Liverpool Street              |
| Euston Squaredirecció Hammersmith                                            |  | Hammersmith & City Line |  | Farringdondirecció Barking                       |
| Euston Squaredirecció Uxbridge, Amersham, Chesham o Watford                  |  | Metropolitan Line       |  | Farringdondirecció Baker Street o Aldgate        |
| Eustondirecció Edgware, Mill Hill East o High Barnet                         |  | Northern Line           |  | Angeldirecció Morden                             |
| Russell Squaredirecció Uxbridge or Heathrow (Terminals 1, 2, 3 o Terminal 5) |  | Piccadilly Line         |  | Caledonian Roaddirecció Cockfosters              |
| Eustondirecció Brixton                                                       |  | Victoria Line           |  | Highbury & Islingtondirecció Walthamstow Central |

| Anterior estació      | National Rail | National Rail                                    | National Rail | Següent estació                                                |
| --------------------- | ------------- | ------------------------------------------------ | ------------- | -------------------------------------------------------------- |
| Terminus              |               | First Hull Trains East Coast Main Line           |               | Stevenage                                                      |
| Terminus              |               | First Hull Trains East Coast Main Line           |               | Grantham                                                       |
| Terminus              |               | National Express East Coast East Coast Main Line |               | Stevenage, Peterborough, Doncaster, Wakefield Westgate or York |
| Terminus              |               | Grand Central London-Sunderland                  |               | York                                                           |
| Terminus              |               | First Capital Connect Great Northern             |               | Finsbury Park or St. Neots                                     |
| Terminus              |               | First Capital Connect Cambridge Cruiser          |               | Cambridge                                                      |
|                       |               | From December 2009                               |               |                                                                |
| Terminal              |               | Grand Northern London-Bradford                   |               | Doncaster                                                      |
| ferrocarrils en desús |               |                                                  |               |                                                                |
| Finsbury Park         |               | British Rail Eastern Region City Widened Lines   |               | Farringdon                                                     |

## Harry Potter

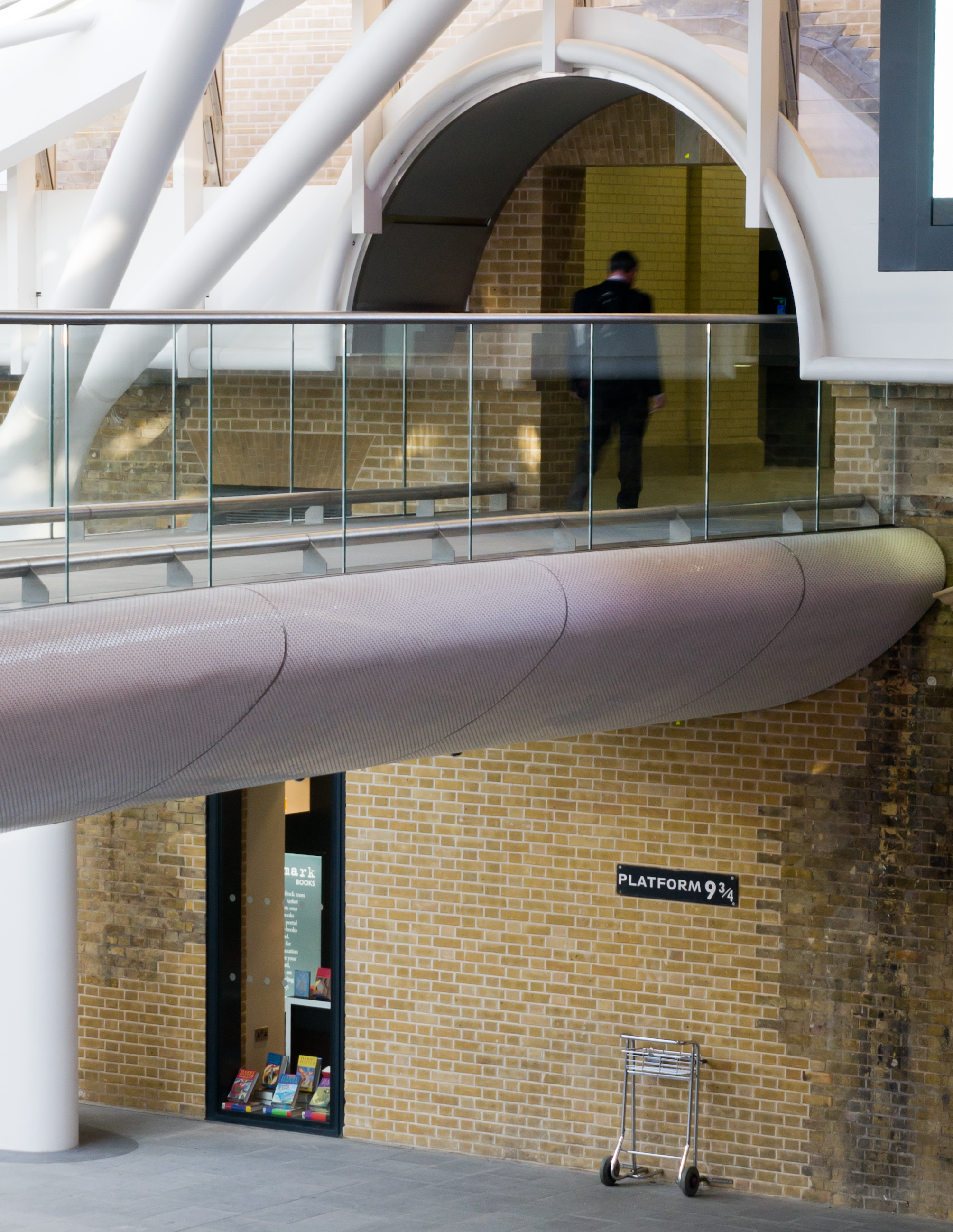
Representació de la Plataforma 9¾ a l'Estació de King's Cross.

King's Cross apariex en la saga de novel·les Harry Potter de l'escriptora britànica J. K. Rowling, essent el punt de partida del Hogwarts Express, el tren que porta als alumnes a l'Escola Hogwarts. El tren utilitza la secreta Plataforma 9¾ per permetre als alumnes pujar-hi sense ser descoberts, situada entre les plataformes 9 i 10.
En la realitat, les plataformes 9 i 10 es troben en un edifici annex a l'estació principal, i les dues plataformes estan separades per dues vies. Rowling pretenia que la localització es trobés en la secció principal de l'estació, però va oblidar la numeració de les plataformes en escriure els llibres. En una entrevista realitzada el 2001, va exposar que va confondre l'estació de King's Cross amb la de London Euston, tot i que a Euston les plataformes 9 i 10 també estan separades per dues vies.
El 1999 es va erigir dins de King's Cross una placa de ferro que portava la inscripció "Platform 9¾" (Plataforma 9¾), en un principi en el passadís que connecta l'estació principal amb l'annex on es troben les plataformes 9-11. També es va situar mitja part d'un carretó porta-equipatge sota la senyal: la part final del carretó era visible, però la resta desapareixia contra un mur. Aquesta localització es va convertir ben aviat en una atracció turística per als fans de la saga literària, provocant problemes logístics als passatgers de l'estació. Amb l'estrena de la pel·lícula Harry Potter i la pedra filosofal, el 2001, aquests problemes es van accentuar i, el 2002, es va decidir traslladar la placa a l'entrada de la Plataforma 9, en un mur exterior de l'annex de l'estació. L'any següent, el 2003, s'hi va afegir el carretó. La placa, juntament amb un nou carretó, van tornar a canviar de situació el 2012, moment en què va començar a construir-se la reforma de la mateixa estació.
"King's Cross" és també el títol del Capítol 35 de Harry Potter i les relíquies de la Mort, que succeeix en un somni de Harry Potter en una localització que sembla l'estació. L'epíleg de la saga també se situa a King's Cross. L'estació real apareix en les dues escenes en l'adaptació cinematogràfica.
Quan l'actor anglès Alan Rickman, que havia donat vida al professor Severus Snape de la saga cinematogràfica, va morir, el 14 de gener de 2016, molts dels seus seguidors van crear un memorial en el seu honor al costat del cartell de la Plataforma 9¾.